# Cristóbal García del Castillo
Cristóbal García del Castillo (nacido hacia 1460 en Moguer, Huelva, y fallecido el 22 de abril de 1539 en Telde, Gran Canaria) fue un conquistador español de la isla de Gran Canaria (Islas Canarias), colonizador, productor agrícola, industrial azucarero, comerciante, naviero y mecenas de las artes.
Se le considera fundador de la localidad grancanaria de Telde, donde se asentó una vez finalizada la conquista. El 23 de junio de 2005, año del 522 aniversario de la fundación de la ciudad de Telde, se produjo el hermanamiento entre las ciudades de Telde y su natal Moguer.

## Biografía
Nació hacia 1460 en su casa de la calle de la Cal Nueva de Moguer (Actual calle Juan Ramón Jiménez o Nueva), siendo hijo de Hernán García del Castillo y Teresa Martínez, ambos judíos conversos.
Ejerció el oficio de mercader, siguiendo los pasos de su padre, en Sevilla. Fue en esta capital andaluza, en dónde oyó hablar de las Canarias y sus enormes posibilidades de negocio. En 1478, la reina doña Isabel la Católica decide intervenir directamente en la conquista y posterior colonización de las Afortunadas. Cristóbal se une, junto a su padre, como capitanes de a caballo, a la armada de Juan Rejón y el deán Juan Bermúdez para la conquista de la isla de Gran Canaria. El desembarco de las tropas se hizo efectivo el 24 de junio de 1478, durando cinco años la guerra entre la población autóctona “Canari” y los castellanos.
Terminada la conquista de la Gran Canaria, el 29 de abril de 1483, las tropas castellanas por entonces establecidas en el Real Sitio de las Tres Palmas, núcleo primigenio de la actual capital grancanaria, llegan a un lugar abierto y llano, que hoy conocemos como la Iglesia del antiguo Convento de Santo Domingo y allí convocan al último rey (Guanarteme) de la Isla, acompañado por sus séquito de nobles (Guayres) y un buen número de sacerdotes de su propia religión (Faycanes) todo ello para llevar a cabo el acto solemne de incorporación de la Gran Canaria a Castilla.
En la primavera-verano de ese mismo año, el gobernador de la Isla Pedro de Vera, como máximo representante de la Corona, da órdenes precisas para ocupar las dos antiguas sedes de los Guanartematos, Agáldar y Telle, rebautizadas como Real Ciudad de los Caballeros de Santiago de Gáldar y Ciudad de Telde. Actualmente Gáldar y Telde. Hasta esta última llegaron varios capitanes que pronto se convirtieron en pobladores del lugar: Pedro de Santiesteban, Ordoño Bermúdez, Los Hermanos Palencia o Palenzuela, Bartolomé de Zorita o Zúrita y los propios Hernán y Cristóbal García del Castillo.
En los primeros repartos de datas de tierras y aguas, sucedidos en los dos años posteriores a la Conquista, la Corona premió largamente a todos aquellos que habían contribuido a la derrota definitiva del pueblo aborigen y, fue entonces, cuando los García del Castillo vieron recompensados todos sus esfuerzos personales y crematísticos. No sólo recibieron numerosas tierras y aguas en la Vega Mayor de Telde, hasta un 20% de las tierras cultivables, que pronto irán en aumento por compra a otros colonizadores, hasta poseer un 52% de las mismas.
Cristóbal García del Castillo, hombre de grandes dotes de mando, pronto se convertirá en un prestigioso ciudadano de la nueva urbe que él mismo ayuda a fundar. Su liderazgo, incontestable por el resto, es ejercido en las principales acciones llevadas a cabo por la nueva sociedad grancanaria, no sólo en Telde, lugar donde radican sus propiedades, sino también a nivel insular y no pocas veces extrainsular.
Se casó tres veces. La primera en la década de 1480 en Telde con Mariana Rodríguez Inglés, hija del también conquistador Juan Inglés el Viejo. De este matrimonio tuvo los hijos Juan Inglés, Teresa Martín, Marina González, Leonor Martín, Isabel, Francisco García y el licenciado Hernán García del Castillo. Su segundo matrimonio tuvo lugar después de 1524, casándose con Ana Gutiérrez, hija del conquistador Guillén Castellano, no teniendo hijos. García del Castillo se casa por tercera vez en 1529 con Catalina Hernández, nieta del conquistador Alonso López Zurita. Hijos de este enlace fueron Bernardino García del Castillo, Elvira Zurita del Castillo, Juan y Catalina.
La familia García del Castillo no se desvinculó de su Moguer de origen, al menos dos hijos siguieron viviendo en esa ciudad onubense. Así mismo, su hija mayor fue esposa legítima de un alcalde de esta localidad. Gracias a estos documentos, directa o indirectamente vinculados con Cristóbal, podemos afirmar que sus intereses económicos y también sociales mantuvieron su prestigio, a pesar del paso de los años y la no presencia física, ya que su permanencia en la ciudad de Telde es total y podríamos decir que casi absoluta, a través de los años que van desde 1478 a 1539.
A su más que apetecible fortuna, fuertemente cimentada en el dominio exclusivo de las mejores tierras y de las aguas más abundantes, pronto se le sumarán varios ingenios azucareros, que permitían la transformación del producto de numerosas fanegadas (unos 5.555 metros cuadrados). La caña de azúcar, primer monocultivo de la Isla supuso para muchas familias, pero sobre todo para los García del Castillo el motivo principal de su definitivo despegue socioeconómico. Si en un principio levantaron hasta tres Ingenios, con sus casas de esclavos y demás construcciones para dicha industria, pronto se convirtieron en los principales productores del llamado Oro Blanco. Así en veinte años se hicieron con otros tantos Ingenios de Molienda, de tal manera que su preeminencia económica y social era reconocida por propios y extraños. Y si su fortuna, labrada en parte en Moguer y en Sevilla, había sido importante desde el principio ésta no dejó de crecer, bien por ese negocio altamente rentable, así como por una bien llevada política de linajes, debido a sus dos matrimonios canarios y a la trama de los casamientos de su numerosa prole.
Cristóbal García del Castillo, ahora convertido en productor agrícola y también en industrial del azúcar, no descuida el comercio que tanto le había beneficiado en el pasado, así consta en numerosos documentos como se agencia varias naves, que fondeadas en los puertos naturales de Melenara y Gando, como ya hemos dicho anteriormente, bahías de la costa teldense, parten cada temporada a los principales puertos peninsulares: Moguer, Palos, Sevilla y Cádiz, cargados de azúcar.  Cuestión esta que se repite con otros puertos europeos, sobre  todo el de Amberes, en donde mantuvo casa de comercio.
Murió el 22 de abril de 1539 en Telde, siendo enterrado en la iglesia de San Juan Bautista,  Iglesia que su padre y él mismo levantaron dotándola de ricos artesonados y bellas labores de cantería gris (basalto volcánico de la zona de Arucas, norte de Gran Canaria).
La omnipresencia de los García del Castillo en varios lugares de la Isla, su importancia como saga de terratenientes y su creciente prestigio social, no en vano ya en vida de Cristóbal eran la mayor fortuna de todo el Archipiélago, hizo que muchos espacios naturales, fincas y cortijos fueran denominados con sus apellidos o con variantes del mismo: Cortijo de García Ruiz, Casa de los Castillo-Olivares, Casa-Palacio de los Ruiz de Vergara-Castillo, Aguas de Castillo, Callejón de Castillo… Otros que no llevan su apellido siguen actualmente vinculados a su familia,  los Condes de La Vega Grande de Guadalupe, título otorgado por el rey Carlos III en el año de 1777. Así mismo encontramos un importante y populoso barrio marinero de Las Palmas de Gran Canaria conocido por San Cristóbal, derivando tal topónimo de una ermita dedicada por un yerno suyo a la memoria del moguereño.